# Bouteille de vin de Spire

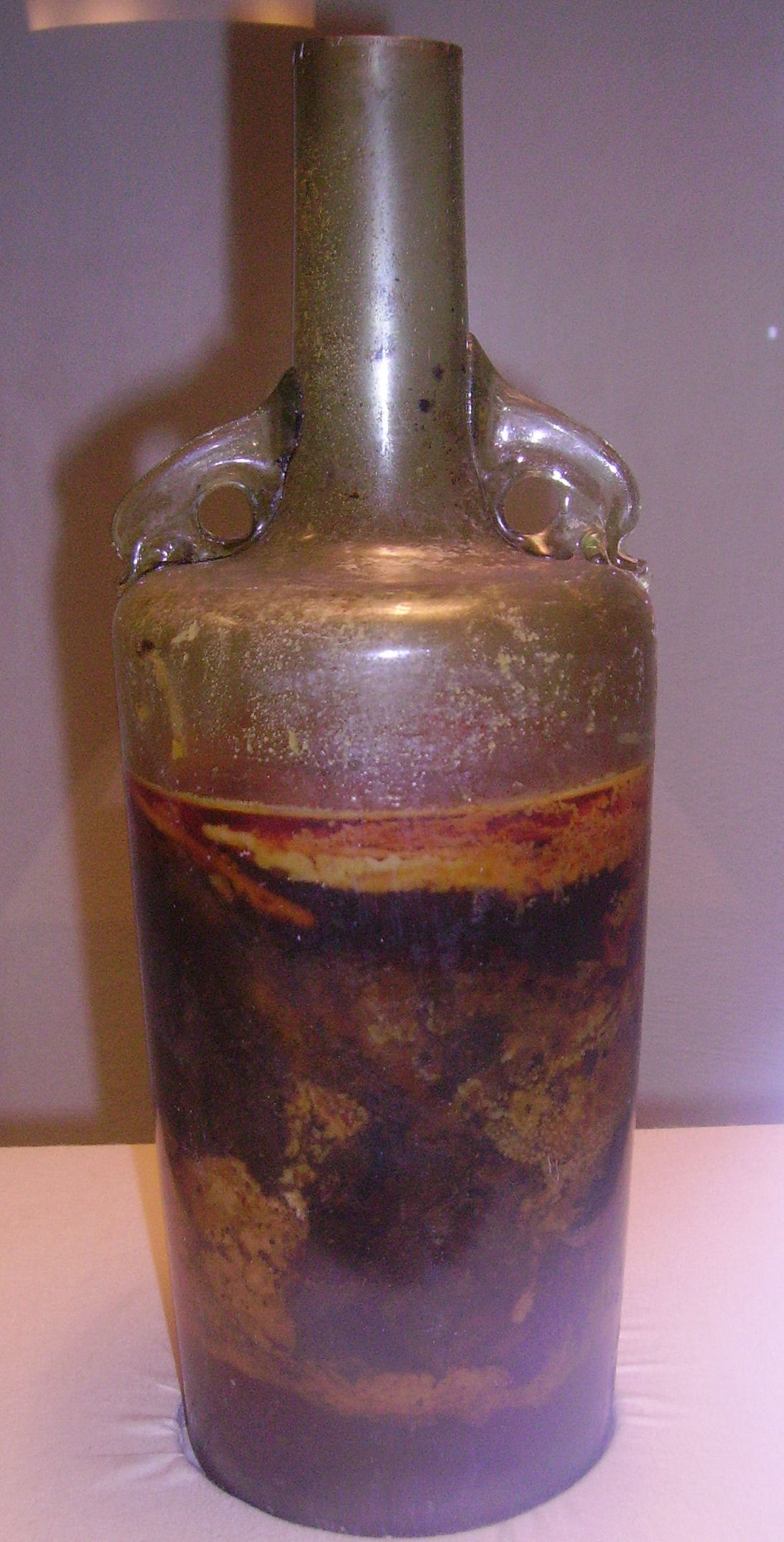
La bouteille de vin de Spire.

La bouteille de vin de Spire, qui contient probablement du vin, a été trouvée à proximité de Spire, en Allemagne, en 1867 et est qualifiée de « plus vieille bouteille de vin existante » au monde,,. Datée d'entre 325 et 350 apr. J.-C., ce serait la plus vieille bouteille de vin non ouverte au monde,,,.
Il s'agit d'un récipient en verre d'une contenance de 1,5 litre avec des « épaules » ressemblant aux anses des amphores, de couleur vert-jaune, avec des poignées en forme de dauphins.
Depuis sa découverte, ce Römerwein (« vin romain ») est exposé au musée du vin du musée historique du Palatinat à Spire, dans la salle de la Tour. Ce musée abrite également « la plus vieille bouteille de vin en Allemagne qui soit encore complètement remplie de vin », trouvée en 1913 et dont le millésime de 1687 provient du vignoble Steinauer, près de Naumbourg,.

## Préservation
La bouteille a été découverte lors d'une fouille dans la tombe d'un noble romain du IVe siècle. La tombe contenait deux sarcophages, l'un contenant le corps d'un homme et l'autre celui d'une femme. Selon une source, l'homme était un légionnaire romain et le vin était une provision pour son voyage céleste. Parmi les six bouteilles de verre récupérées dans le cercueil de la femme et les dix récipients dans le sarcophage de l'homme, un seul contenait encore un liquide. Dans le tiers inférieur, se trouve un liquide clair, et un mélange semblable à la colophane le recouvre. Alors qu'il a perdu sa teneur en éthanol, l'analyse démontre qu'une partie du liquide a été du vin. Ce dernier, probablement produit dans la même région, a été dilué avec un mélange d'herbes. La conservation du vin est attribuée à la grande quantité d'huile d'olive épaisse, ajoutée à la bouteille pour protéger le vin de l'air, ainsi qu'à un cachet de cire chaude,,.
Même si les scientifiques souhaitaient accéder au contenu de la bouteille afin de l'analyser plus en détail, la bouteille était toujours fermée en 2011, en raison des préoccupations sur la façon dont le liquide pourrait réagir lors de son exposition à l'air,. Le conservateur du musée, Ludger Tekampe, a déclaré en 2011 qu'il n'a vu aucune variation dans la bouteille au cours des 25 dernières années. Selon la professeur d'œnologie Monika Christmann de l'université Hochschule Geisenheim (de), « [m]icro-biologiquement, il n'est probablement pas gâté, mais il n'apporterait pas de plaisir en bouche ».
Pétrone (14–66 apr. J.-C.), dans son livre Satyricon, parle de bouteilles fermées par du plâtre, et celle de Spire est du même type. L'utilisation de verre pour la bouteille était inhabituelle à l'époque, car le verre romain était considéré comme un matériau trop fragile pour être fiable.

## Autres vins anciens
En 1999, une bouteille de vin datée à 1679 est découverte dans le quartier de Spitalfields à Londres. Les experts la qualifient alors de plus vieille bouteille de vin (fermée) au monde, et aucune mention n'est faite de la bouteille de vin de Spire.
En 2024, dans le sud de l'Espagne, des archéologues découvrent 4,5 litres de vin dans une urne funéraire romaine vieille de plus de 2000 ans. Le vin gisait miraculeusement conservé dans une jarre. Ce vin deviendrait ainsi le plus vieux vin du monde, mais il n'est pas embouteillé comme la bouteille de vin de Spire.